# Distritos militares de Rusia

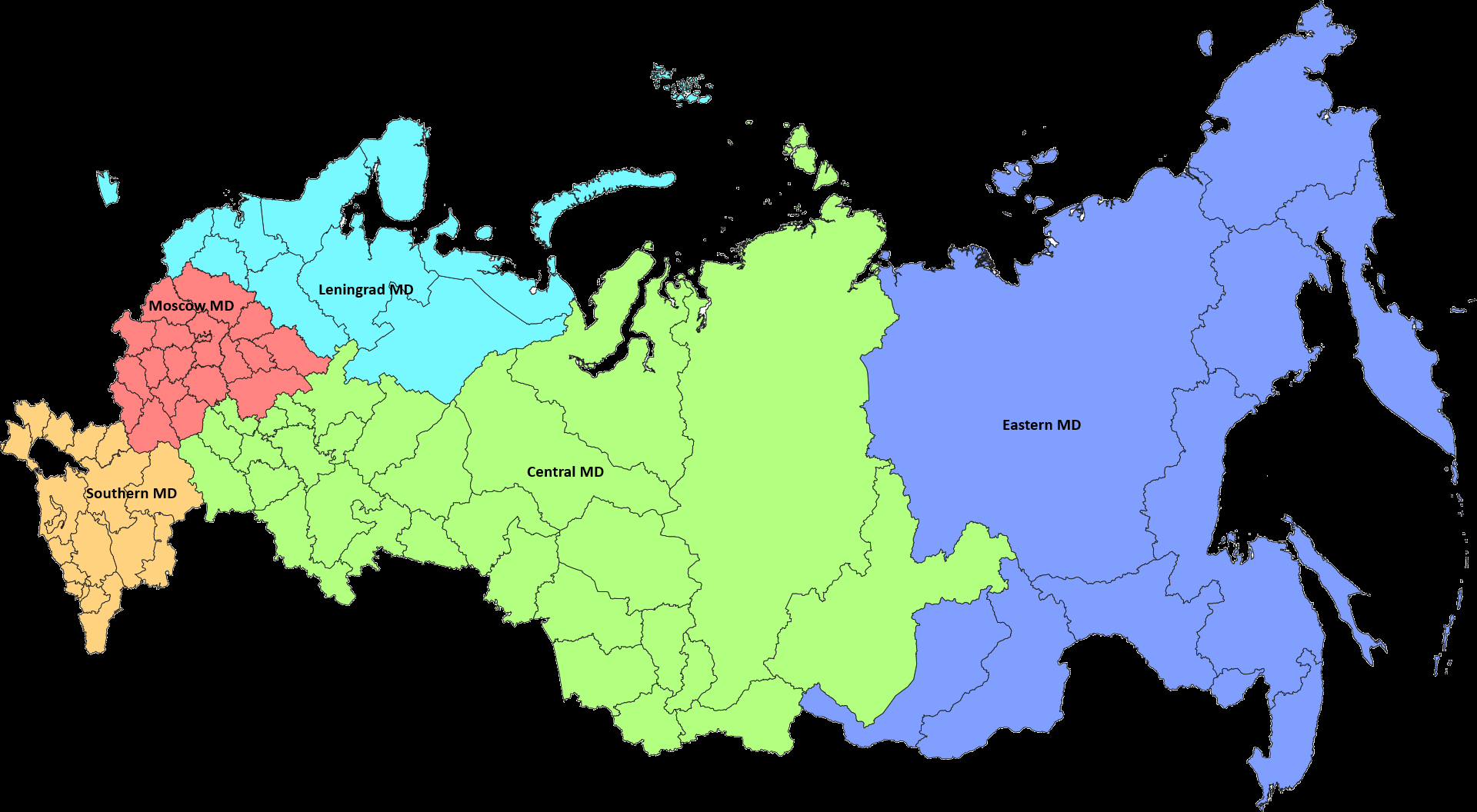
Distritos militares de Rusia a partir de 2024
Distrito militar de Leningrado
Distrito militar Oriental
Distrito militar Central
Distrito militar Meridional
Distrito militar de Moscú

Los distritos militares de Rusia sirven como divisiones administrativas de las Fuerzas Armadas rusas. Cada uno tiene un cuartel general que administra las formaciones militares dentro de los sujetos federales rusos que incluye.
Desde el 26 de febrero de 2024, hay cinco distritos militares en Rusia: Leningrado, Moscú, Central, Oriental y Meridional. Anteriormente, de 2010 a 2024, los distritos de Leningrado y Moscú formaron uno sólo conocido como Occidental, pero tras la adhesión de Finlandia a la OTAN en abril de 2023, las autoridades rusas informaron la intención de reactivar ambos distritos por separados, lo cual fue concretado a finales de febrero del año siguiente.

## Lista de distritos militares

### 26 de diciembre de 1991

Distritos militares de Rusia, 1992-1998

Después de la disolución de la Unión Soviética, Rusia mantuvo un número cada vez menor de antiguos distritos militares de las Fuerzas Armadas Soviéticas.
- Distrito militar de Leningrado
- Distrito militar de Moscú
- Distrito militar del Cáucaso Norte
- Distrito militar del Volga
- Distrito militar de los Urales
- Distrito militar de Siberia
- Distrito militar de Transbaikalia
- Distrito militar del Lejano Oriente
- Región especial de Kaliningrado

### 27 de julio de 1998
Distritos militares de Rusia según el Decreto del Presidente de Rusia N.º 900 del 27 de julio de 1998.
- Distrito militar de Leningrado
- Distrito militar de Moscú
- Distrito militar del Cáucaso Norte
- Distrito militar del Volga
- Distrito militar de los Urales
- Distrito militar de Siberia
- Distrito militar del Lejano Oriente
- Región especial de Kaliningrado

### 1 de septiembre de 2001

Distritos militares de Rusia, 2001-2010

El Distrito Militar del Volga y el Distrito Militar de los Urales se fusionaron en el Distrito Militar Volga-Urales según el Decreto del Presidente de Rusia N.º 337с del 24 de marzo de 2001. El nuevo distrito debía estar dentro de las fronteras de las repúblicas de Baskortostán, Mari-El, Mordovia, Tartaristán, Udmurtia y Chuvasia, las óblast de Kírov, Kurgán, Oremburgo, Penza, Perm, Samara, Sverdlovsk, Tiumén, Uliánovsk y Cheliábinsk, y los distritos autónomos de los Komi-Permianos, de Janti-Mansi y Yamalo-Nénets.
Decreto del Presidente de Rusia N.º 1764 del 12 de diciembre de 2008, cambió los nombres de las regiones después de fusiones de entidades federales.
- Distrito militar de Leningrado
- Distrito militar de Moscú
- Distrito militar del Cáucaso Norte
- Distrito Militar Volga-Urales
- Distrito militar de Siberia
- Distrito militar del Lejano Oriente
- Región especial de Kaliningrado

### 1 de septiembre de 2010

Distritos militares de Rusia al 1 de septiembre de 2010

El Distrito Militar de Leningrado, el Distrito Militar de Moscú y la Región Especial de Kaliningrado se fusionaron para formar el Distrito Militar Occidental .
- Distrito militar Occidental
- Distrito militar del Cáucaso Norte
- Distrito Militar Volga-Urales
- Distrito militar de Siberia
- Distrito militar del Lejano Oriente

### 1 de diciembre de 2010

Distritos militares de Rusia al 1 de diciembre de 2010

Desde el 1 de diciembre de 2010, todos los distritos militares, excepto el Distrito Militar Occidental, habían sido reemplazados por tres distritos más grandes, según las recomendaciones de las reformas militares rusas de 2008. El Distrito Militar Central se formó a partir de la fusión del Distrito Militar Volga-Urales y la mayor parte del Distrito Militar de Siberia, y el resto (Buriatia y Krai de Zabaikalie) se transfirió al Distrito Militar del Lejano Oriente para formar el Distrito Militar Oriental. El Distrito Militar del Cáucaso Norte fue reemplazado por el Distrito Militar Meridional. La reforma se realizó de acuerdo con el Decreto del Presidente de Rusia N.º 1144 del 20 de septiembre de 2010.
- Distrito Militar Occidental con sede en San Petersburgo
- Distrito Militar Meridional con sede en Rostov del Don
- Distrito Militar Central con sede en Ekaterimburgo
- Distrito Militar Oriental con sede en Jabárovsk

### 2 de abril de 2014

Distritos militares de Rusia al 2 de abril de 2014

El Distrito Militar del Sur se amplió para incluir territorios en disputa de la República de Crimea y Sebastopol tras la anexión rusa de Crimea en 2014.

### 15 de diciembre de 2014

Distritos militares de Rusia a partir de 2016

El 15 de diciembre de 2014, la Flota del Norte de la Armada rusa fue retirada del Distrito Militar Occidental y los límites de su jurisdicción se ampliaron para formar el Comando Estratégico Conjunto de la Flota del Norte. El nuevo mando militar incluía el Óblast de Múrmansk, el Óblast de Arcángel y numerosas islas rusas en el Océano Ártico.

### 1 de enero de 2021
El Comando Estratégico Conjunto de la Flota del Norte fue el único comando militar que se transformó en un distrito militar de pleno derecho, según el Decreto del presidente Vladímir Putin del 5 de junio de 2020. Desde el 1 de enero de 2021, la Flota del Norte tiene el estatus de distrito militar y su mando estratégico conjunto se ha convertido en el Distrito Militar del Norte. 

### 2 de febrero de 2023
El distrito militar del sur se amplió para incluir las partes ocupadas de la República de Donetsk, la República de Lugansk, el Óblast de Zaporoye y el Óblast de Jersón.

### 2 de junio de 2023
Las autoridades rusas anunciaron que los distritos militares de Moscú y Leningrado se reactivarían en el transcurso de 2023. También se anunció que se establecería una rama subordinada de la Flota del Mar Negro en el Mar de Azov.
Parece que la creación de los nuevos comandos se producirá en 2023. La creación de los distritos militares de Moscú y Leningrado tendrá lugar el 1 de marzo de 2024. La Flota del Norte también perderá su estatus de distrito.

### 26 de febrero de 2024

Mapa de los distritos militares rusos desde 2024.

Según el decreto presidencial N.º 141 de 26 de febrero de 2024, «Sobre la División Militar-Administrativa de la Federación de Rusia», los distritos militares de la Federación quedan en 5 divisiones, suprimiendo el oficializado Distrito Militar del Norte para dejar los distritos de Moscú y Leningrado:
- Distrito Militar de Leningrado con sede en San Petersburgo
- Distrito Militar de Moscú con sede en Moscú
- Distrito Militar Meridional con sede en Rostov del Don
- Distrito Militar Central con sede en Ekaterimburgo
- Distrito Militar Oriental con sede en Jabárovsk